# Гвардейская (река)
Гвардейская (истор. Куфлюс) — река на территории России, протекает по Правдинскому и Гвардейскому районам Калининградской области. Длина реки составляет 24 километра, площадь водосборного бассейна — 57,4 км².

## География и гидрология
Река берёт начало на водоразделе рек Гвардейской, Байдуковки и Прохладной, на болотах Целау, известных также как Озёрский заповедник или Целаубрух.
Река Гвардейская является левобережным притоком реки Преголи, её устье расположено у посёлка Пруды в 50 километрах от устья реки Преголи.

## Данные водного реестра
По данным государственного водного реестра России относится к Балтийскому бассейновому округу, водохозяйственный участок реки — Преголя. Относится к речному бассейну реки Неман и рекам бассейна Балтийского моря (российская часть в Калининградской области). Код объекта в государственном водном реестре — 01010000212104300010473.